# Max Kremer
Max Kremer (* 21. Juni 1989 in Pawlodar) ist ein ehemaliger deutscher Fußballspieler und heutiger -trainer.

## Karriere
Kremer spielte von 2006 bis 2008 für die A-Jugend von Hansa Rostock und wechselte für die Spielzeit 2008/09 als Leihspieler zum Greifswalder SV 04. Nach dieser Saison kehrte er nach Rostock in die dortige 2. Herrenmannschaft zurück. Nach zusammen 77 Einsätzen und 20 Toren für die zweite Mannschaft der Mecklenburger, schloss sich Kremer 2012 für eine Saison dem SV Wilhelmshaven an. Anschließend wechselte er zum SV Meppen. Sein Debüt im Profibereich gab er am ersten Spieltag der Saison 2017/18 am 22. Juli 2017 gegen die Würzburger Kickers, als er in der 78. Minute für Thilo Leugers eingewechselt wurde. Das Spiel endete mit einem 2:2-Unentschieden.
Ende Juli 2020 wechselte er in die Regionalliga Nordost zu Energie Cottbus. Nach zwei Jahren in Cottbus schloss er sich zur Saison 2022/23 dem damaligen Oberligisten Sportfreunde Lotte an. Dort beendete er im Sommer 2023 seine Spielerkarriere und wurde Co-Trainer der ersten Mannschaft des Vereins.